# Cấu trúc bên trong của Mặt Trăng

Cấu trúc bên trong của Mặt Trăng

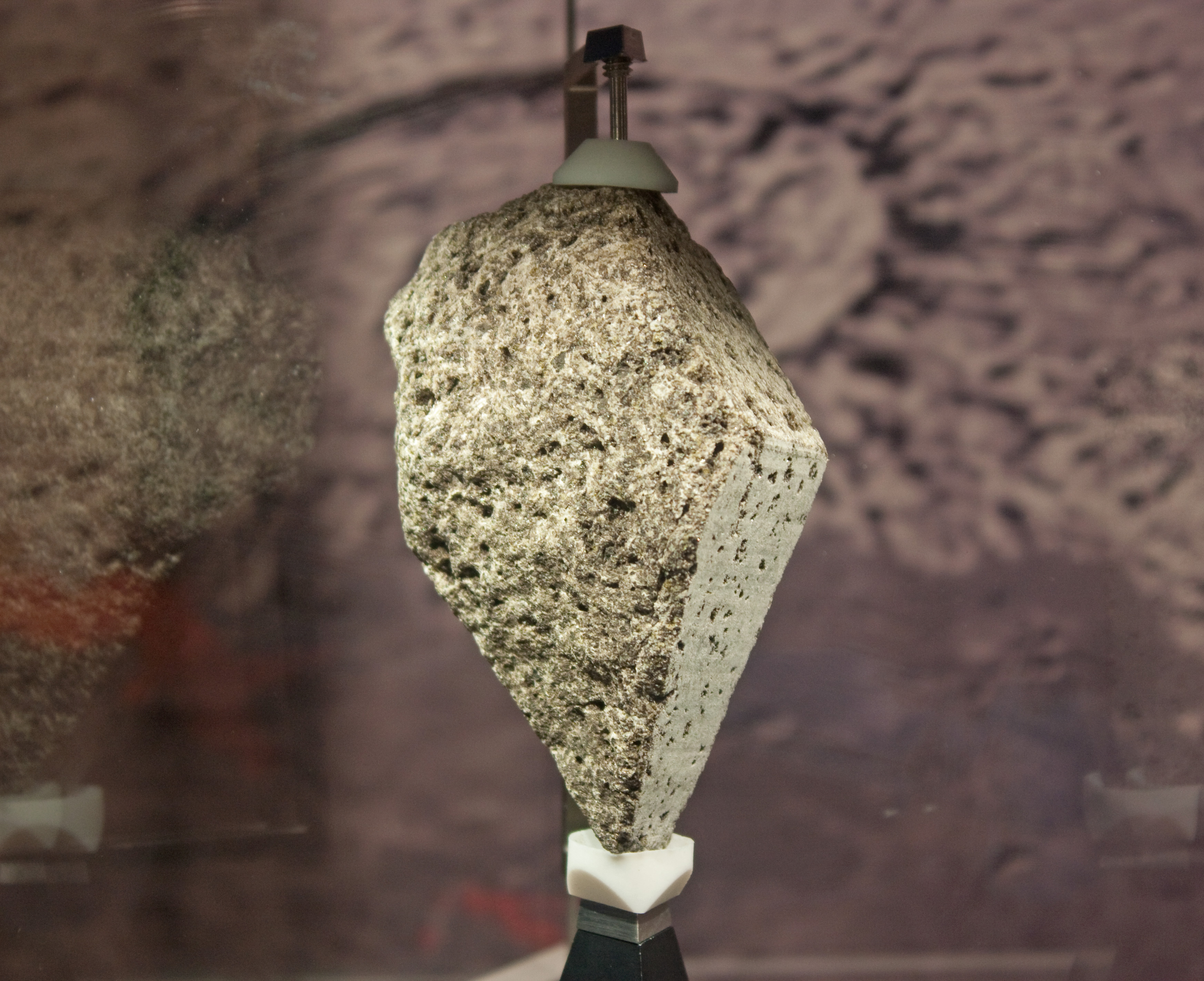
Mẫu bazan olivin thu thập bởi Apollo 15.

Với mật độ khối lượng bình quân 3346,4 kg/m³, Mặt Trăng là một thiên thể phân dị, về mặt địa hóa học được cấu thành riêng biệt từ ngoài vào trong gồm lớp vỏ, lớp manti, và lõi hành tinh. Cấu trúc này được cho là kết quả của sự kết tinh phân đoạn của một biển macma chỉ một thời gian ngắn sau khi nó hình thành cách đây 4,5 tỉ năm về trước. Năng lượng cần thiết để làm nóng chảy phần ngoài cùng của Mặt Trăng thường được cho là xuất phát từ một sự kiện va chạm lớn mà theo giả thuyết đã hình thành hệ Trái Đất-Mặt Trăng, và sau đó là sự tái bồi tụ vật chất trên quỹ đạo Trái Đất. Sự kết tinh của biển macma này đã có thể làm phát sinh một lớp manti mafic và một lớp vỏ giàu plagioclase.

## Lớp vỏ
Sau khi hình thành 4,5 tỉ năm trước, bề mặt của Mặt Trăng là một đại dương macma lỏng. Các nhà khoa học tin rằng một loại đá có mặt trên bề mặt của Mặt Trăng, với tên gọi KREEP (K -[kali], REE -Rare Earth Eelements [nguyên tố đất hiếm], P -[photpho]) đại diện cho sự tiến hóa cuối cùng của đại dương macma này. Đặc điểm đáng chú ý nhất của KREEP là nó có hàm lượng nhiều các nguyên tố "không tương thích": đây là những nguyên tố không có xu hướng tích hợp vào cấu trúc tinh thể và tập trung ở pha lỏng trong quá trình kết tinh macma. Đối với các nhà nghiên cứu, KREEP là những dấu hiệu thuận tiện, hữu ích để hiểu rõ hơn về lịch sử của lớp vỏ Mặt Trăng, cho dù đó là hoạt động macma hay các lần va chạm của nó với sao chổi và các thiên thể khác.
Từ các nhiệm vụ thăm dò từ quỹ đạo Clementine và Lunar Prospector, các nhà khoa học đã lập bản đồ địa hóa cho thấy rằng thành phần của lớp vỏ ngoài của Mặt Trăng phần lớn là anorthosit, phù hợp với giả thuyết đại dương macma. Về mặt nguyên tố, lớp vỏ Mặt Trăng có thành phần chủ yếu gồm oxy, silic, magnesi, sắt, canxi, và nhôm, nhưng các nguyên tố hàm lượng nhỏ và quan trọng, chẳng hạn titan, urani, thori, kali, và hydro cũng có mặt. Dựa trên các kỹ thuật địa vật lý, lớp vỏ được ước tính có độ dày trung bình khoảng 50 km.

### Bề mặt
Lớp vỏ Mặt Trăng được phủ bởi một lớp bụi rắn được gọi là lớp đất mặt (regolith). Phân bố của regolith và lớp vỏ Mặt Trăng là không đồng đều.
- Độ dày của regolith, được suy ra từ hình thái của các hố va chạm với các kích cỡ khác nhau, biến thiên từ 3 đến 5 mét tại các biển, lên tới 10 đến 20 mét trên các cao nguyên. Một phân tích chi tiết của khu vực thuộc Đại dương Bão tố được lựa chọn cho điểm đổ bộ của nhiệm vụ Thường Nga 5 của Trung Quốc cho thấy một độ dày từ 74 cm tới 18 m, với trung bình là 7,15 m.[5]
- Độ dày của lớp vỏ biến thiên từ 0 đến 100 kilômét tùy thuộc vào địa điểm. Lấy đến độ chính xác bậc nhất, ta có thể coi rằng lớp vỏ ở mặt nhìn thấy được của Mặt Trăng mỏng gấp đôi so với mặt bên kia. Ngày nay các nhà địa vật lý ước lượng rằng độ dày trung bình là khoảng 35-45 kilômét ở mặt nhìn thấy được, nhưng trước những năm 2000 họ đã từng nghĩ rằng nó có độ dày 60 kilômét. Lớp vỏ ở mặt phía xa đạt tới độ dày lớn nhất là khoảng 100 kilômét.[6]

Các nhà khoa học cho rằng sự không đối xứng trong độ dày của vỏ Mặt Trăng có thể lý giải tại sao khối tâm của Mặt Trăng lại bị lệch so với tâm thực sự. Tương tự, điều này có thể giải thích một số sự không đồng đều nhất định của của địa hình Mặt Trăng, chẳng hạn như sự phân bố của các bề mặt núi lửa nhẵn hay biển phần nhiều ở mặt phía nhìn thấy được.
Hơn nữa, vô số các đợt va chạm thiên thạch để lại dấu ấn trong lịch sử của Mặt Trăng đã làm thay đổi mạnh mẽ bề mặt của nó, tạo nên những hố sâu trong lớp vỏ. Do đó, lớp vỏ có thể đã hoàn toàn bị xới sạch ở trung tâm của các hố va chạm sâu nhất. Tuy nhiên, ngay cả khi các mô hình lý thuyết nhất định cho thấy lớp vỏ đã hoàn toàn bị biến mất ở một số nơi, các phân tích địa hóa học vẫn chưa xác nhận sự hiện diện của các mỏm đá đặc trưng của lớp phủ. Trong số các bồn địa va chạm lớn, bồn địa Nam Cực-Aitken, với đường kính 2500 km, là hố va chạm lớn nhất được biết cho đến nay trong Hệ Mặt Trời.
Một số giả thuyết cho rằng mặt phía xa có thể có cấu tạo manti khác biệt so với mặt nhìn thấy được, đây có thể là nguyên nhân gây ra sự khác biệt trong lớp vỏ của hai bán cầu.

## Lớp manti

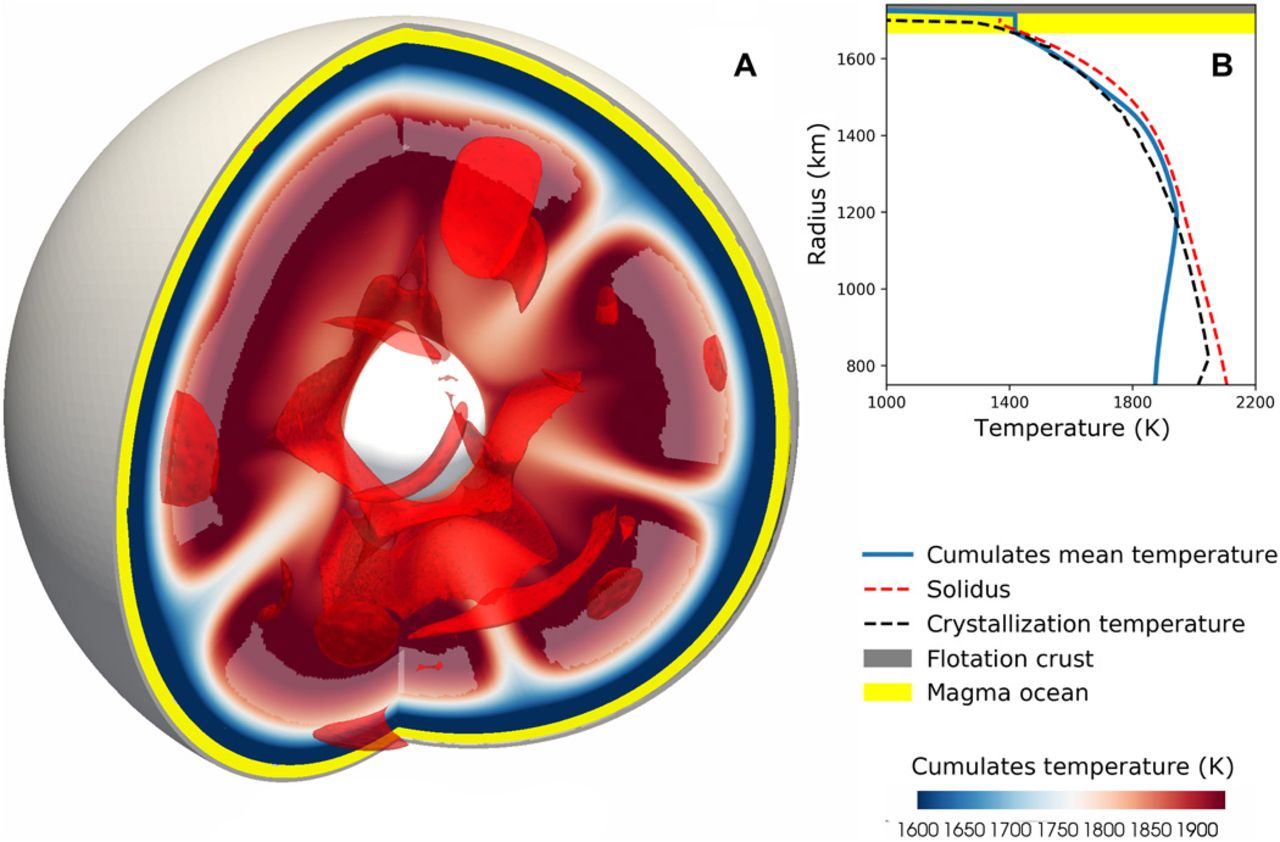
Trạng thái nhiệt độ của Mặt Trăng ở số tuổi 100 Ma.

Sự nóng chảy một phần bên trong lớp manti (hay lớp phủ) của Mặt Trăng làm phát sinh sự phun trào bazan tại các biển trên bề mặt Mặt Trăng. Phân tích quang phổ của các mẫu bazan này cho thấy rằng lớp manti được cấu tạo chủ yếu bởi các khoáng chất olivin, orthopyroxen và clinopyroxen, và lớp manti của Mặt Trăng giàu sắt hơn manti của Trái Đất. Một số bazan Mặt Trăng chứa hàm lượng titan cao (có mặt trong khoáng chất ilmenit), gợi ý rằng lớp manti rất không đồng nhất trong thành phần. Chấn động trên Mặt Trăng cũng đã được phát hiện xảy ra sâu trong lớp manti của Mặt Trăng, khoảng 1,000 km bên dưới bề mặt. Chúng xảy ra với những chu kỳ hàng tháng và có liên quan tới ứng suất thủy triều gây ra bởi quỹ đạo lệch tâm của Mặt Trăng quanh Trái Đất. Một số ít đợt chấn động không sâu với tâm chấn chỉ ở tại 100 km bên dưới bề mặt cũng đã được phát hiện, nhưng các chấn động này ít xảy ra hơn và có vẻ không liên quan đến thủy triều Mặt Trăng.

## Lõi Mặt Trăng
Một vài bằng chứng cho thấy rằng lõi Mặt Trăng nhỏ, với bán kính chỉ khoảng 350 km hoặc nhỏ hơn. Kích cỡ của lõi Mặt Trăng chỉ bằng khoảng 20% kích thước của chính Mặt Trăng, trái ngược với khoảng 50% như đối với trường hợp của hầu hết các thiên thể đất đá khác. Thành phần của lõi Mặt Trăng chưa có giả thuyết rõ ràng, nhưng hầu hết tin rằng nó được cấu tạo từ hợp kim kim loại sắt với một lượng nhỏ lưu huỳnh và nickel. Phân tích sự tự quay của Mặt Trăng theo biến thời gian chỉ ra rằng lõi của Mặt Trăng ít nhất đã nóng chảy một phần. Trong kịch bản vụ va chạm lớn, sự hình thành lõi Mặt Trăng có thể đã xảy ra trong vòng 100-1000 năm kể từ khi bắt đầu sự bồi tụ từ các mảnh vỡ mặt trăng nhỏ.

Sơ đồ minh họa cấu trúc bên trong của Mặt Trăng

Năm 2010, một tái phân tích dữ liệu địa chấn cũ từ Apollo về các chấn động Mặt Trăng sâu, sử dụng các phương pháp xử lý hiện đại xác nhận rằng Mặt Trăng có một lõi giàu sắt với bán kính 330 ± 20 km. Đợt tái phân tích cũng thiết lập rằng phần lõi trong rắn được cấu thành từ sắt nguyên chất có bán kính 240 ± 10 km. Lõi được bao quanh bởi một lớp nóng chảy một phần (10 tới 30%) của manti dưới với bán kính 480 ± 20 km (độ dày~150 km). Các kết quả trên có thể suy ra rằng 40% về thể tích của lõi đã hóa rắn. Mật độ của lõi ngoài lỏng là khoảng 5 g/cm³ và nó có thể chứa tới 6% lưu huỳnh về khối lượng. Nhiệt độ bên trong lõi có thể vào khoảng 1600–1700 K (1330–1430 °C).
Năm 2019, một tái phân tích 50 năm dữ liệu thu thập từ Lunar Laser Ranging Experiment (gồm các nhiệm vụ Luna và Apollo) với dữ liệu trường hấp dẫn Mặt Trăng từ nhiệm vụ GRAIL, cho thấy đối với một lõi Mặt Trăng lỏng và giãn với thạch quyển không cân bằng thủy tĩnh, độ dẹt của lõi được xác định bằng (22±06)×10−4 với bán kính của ranh giới giữa lõi và manti bằng 381±12 km.